# Александро-Невский собор (Москва)
Александро-Невский собор — крупнейший в ряду соборов Александра Невского Российской империи, второй по величине исторический храм Москвы после Храма Христа Спасителя. Был возведён в 1913—1917 годах на Миусской площади в Москве в память освобождения крестьян от крепостной зависимости. Строительство, начатое на собранные по всей России пожертвования, не было окончательно завершено к 1917 году, но богослужения в освящённых приделах совершались с 1915 по 1920 годы. Был разобран в 1950-е годы.

## История

### Инициатива строительства
Среди инициаторов и энтузиастов сооружения собора в честь небесного покровителя императора, подписавшего 19 февраля 1861 года манифест об отмене многовекового крепостного права, были публицист, издатель и историк Михаил Погодин, московский археолог и художник Дмитрий Струков и другие.
5 июня 1861 года при Чудовом монастыре был Высочайше утверждён комитет для принятия и хранения приношений на строительство в Москве храма во имя святого благоверного князя Александра Невского. Руководил комитетом митрополит Московский Филарет (Дроздов), предполагавший возвести собор на площади у Ильинских Ворот Китай-города. События в России последней четверти XIX века (Русско-турецкая война (1877—1878), убийство Александра II) помешали сбору средств. Тем не менее, решение о начале строительства было принято.
В 1894 году Николай II утвердил план размещения Александро-Невского собора на Миусской площади на участке, безвозмездно переданном для него городскими властями.

### Проект
Разработка проекта собора была доверена главному архитектору Троице-Сергиевой Лавры А. А. Латкову, но его предложение построить круглое в плане одноглавое здание было признано нарушившим некоторые церковные каноны и в начале 1899 года было отвергнуто.

Внешний вид храма. Рисунок по проекту А. Н. Померанцева (1904)

Создание нового проекта было поручено архитектору А. Н. Померанцеву, который выполнил его в древнерусском стиле по эскизам художника В. М. Васнецова.
В 1900 году авторы предложили построить 70-метровый многокупольный квадратный храм с семью апсидами на восточной стороне, Остальные фасады, расчленённые на неравные прясла, в верхней части завершались семью полукруглыми закомарами. Высокий свод был без внутренних опор и опирался только на стены. После некоторых доработок с целью удешевления работ проект был принят. Проект росписи купола собора был составлен архитектором И. В. Рыльским.

### Строительство
19 сентября 1904 года митрополит московский Владимир (Богоявленский) освятил место постройки храма и, обратившись к собравшимся по поводу недостатка средств на строительство, обнадёжил их:

 «Не смущайтесь! Широка любовь русского народа к созиданию святых храмов, и не было ещё на Руси примера, чтобы храм, начатый постройкой, не был доведён до завершения».

Фоторепортаж с места этого события и рисунок храма по проекту А. Н. Померанцева были опубликованы в журнале «Искры» (1904, № 38. — С. 303)
Храм был заложен 22 сентября 1913 года в присутствии великой княгини Елизаветы Фёдоровны. Начало Первой мировой войны затормозило строительство. Чтобы не останавливать ход работ, А. Н. Померанцеву пришлось использовать для них свои личные сбережения.
В 1915—1916 годах в строящемся храме были освящены первые приделы и начались богослужения.
К моменту Октябрьской революции гигантский 21-купольный собор, способный вместить более шести тысяч человек, был уже почти полностью завершён.

### В советское время
Александр Солженицын писал в эпопее «Красное колесо», что уже после Февральской революции в Москве появилось предложение использовать собор «для Учредительного собрания, в большой надежде добиться принять его у себя». Но богослужения в нём продолжались до 1920 года. После их запрета из недостроенного храма вывезли все ценности.
«Недостроенное здание колоссального храма во имя Александра Невского на Миусской площади, с порыжевшими от времени куполами, с черными, длинными щелями незастекленных окон, давно уже поставило вопрос о способах использования здания собора. Еще в 1925 г. возник проект для использования его под первый московский крематорий, но его пришлось отклонить ввиду нерентабельности. Стены собора сложены весьма прочно на цементном растворе, и разборка их не дала бы большого количества годного кирпича».
Советская власть вынашивала планы переоборудовать его в крематорий (1925) или в радиоцентр (1934). Помещения использовались как склад для хранения свернутого в рулон 115-метрового полотна Бородинской панорамы и частей разобранной Триумфальной арки. Были и неудачные из-за прочности цементного раствора попытки разобрать здание на кирпич или просто взорвать.
Заброшенный храм много лет простоял на Миусской площади. Обветшавшая постройка была снесена в 1950-е годы, на её месте был установлен памятник Александру Фадееву, в непосредственной близости от разрушенного собора в 1960 году по проекту архитекторов Юрия Шевердяева и К. С. Шехояна был возведён Дворец пионеров Фрунзенского района Москвы — ныне Дворец творчества детей и молодежи на Миуссах. Существует городская легенда о том, что Дворец пионеров построен на фундаменте собора.

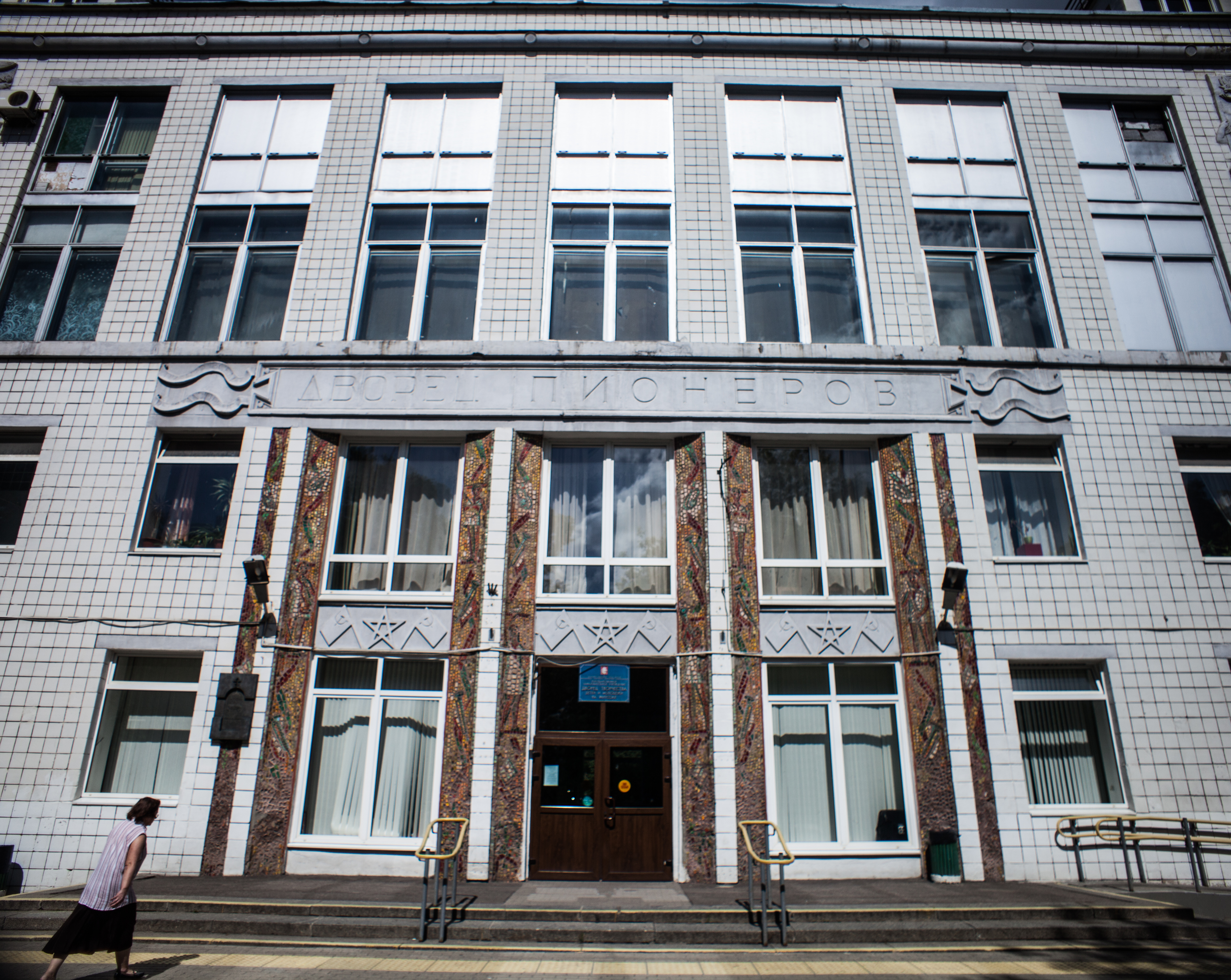
Мемориальный знак можно заметить слева от входа в Дворец пионеров

О построенном некогда храме во имя святого благоверного князя Александра Невского напоминают установленный в 2003 году на Миусской площади мемориальный знак и названия прилегающих улицы и переулка.

## Комментарии
1. ↑  По состоянию на 1888 год Комитет мог располагать суммой всего около 100 тысяч рублей, а оценочная стоимость строительства составляла приблизительно 1 миллион 125 тысяч рублей.
2. ↑  В 1918 году митрополит Владимир (Богоявленский) был расстрелян у Киево-Печерской лавры.
3. ↑  В источниках указаны разные годы разрушения храма — и 1952, и 1956.
4. ↑  На рубеже XIX—XX веков в они были названы «Александро-Невскими» в честь строившегося храма.